# Vircator
Ein Vircator ist eine spezielle Elektronenröhre zur Erzeugung kurzer, sehr leistungsstarker Mikrowellen-Impulse. Die Bezeichnung stellt ein Kofferwort für englisch VIRtual CAthode oscillaTOR, dt. etwa virtueller Kathodenoszillator, dar. Erste Arbeiten zum Vircator stammen aus Anfang der 1980er Jahre von Donald J. Sullivan bei der US Air Force.
Der Einsatzbereich eines Vircators ist primär die elektronische Kampfführung im Bereich der elektronischen Gegenmaßnahmen (ECM), um mittels intensiver Mikrowellenimpulse beziehungsweise eines elektromagnetischen Pulses (EMP) elektronische Geräte wie beispielsweise Radar- oder Funkanlagen zu stören oder dauerhaft funktionsunfähig zu machen.

## Aufbau

Prinzipdarstellung eines Vircators

Ein Vircator besteht, wie in nebenstehender vereinfachter Abbildung dargestellt, aus einem evakuierten Rohr, welches in der Form und Geometrie einen Hohlraumresonator darstellt. Auf der linken Seite ist eine massive, nicht beheizte Kathode und mittig eine aus dünnen Metallgittern bestehende Anode eingelassen. Bei Anlegen eines Hochspannungsimpulses, gewonnen aus einem Impulsgenerator wie dem Blumlein-Generator oder dem Marx-Generator, werden Elektronen aus der Kathode emittiert und zur Anode hin beschleunigt. Durch die Ausführung der Anode als dünnes Metallgitter und die hohe Intensität des Elektronenstromes fliegt ein Großteil der Elektronen an der Anode vorbei und bildet in dem Raumbereich hinter der Anode eine Raumladungswolke, auch als virtuelle Kathode bezeichnet. Bei entsprechend hohen Stromstärken und Wahl der mechanischen Geometrie des Hohlraumresonators kommt es durch die Bewegung der Ladungsträger in dieser Raumladungswolke zur Ausbildung einer elektromagnetischen Welle, welche aus dem Resonator ausgekoppelt und mittels eines angeschlossenen Hohlleiters weitergeleitet und über eine Antenne als intensive Wellenfront abgestrahlt wird.
Die von einem Vircator abgestrahlte Spitzenleistung beträgt je nach Röhrentyp einige 100 kW bis in den Bereich von rund 40 GW. Der an der Röhre kurzzeitig anliegende Gleichspannungsimpuls ist je nach Röhrentyp verschieden und erreicht einige 100 kV, dabei fließen Ströme von einigen kA. Die Impulsdauer beträgt einige 100 ns bis zu einigen µs. Das Maximum der abgestrahlten Frequenz ist von der Geometrie des Hohlraumsresonators abhängig sowie dem Abstand zwischen Kathode und Anode und liegt bei 1…10 GHz.
Ein Vircator kann prinzipiell auch mehrmals verwendet werden, wie dies in Aufbauten im Versuchslabor üblich ist – bei dem primären Einsatz als Waffensystem kann jedoch üblicherweise nur ein Impuls abgegeben werden, da die Geräte aufgrund der hohen Belastung dabei zerstört werden.
Beim militärischen Einsatz muss der Vircator in die Nähe des zu beeinträchtigenden Objektes wie eine Radar- oder Funkanlage gebracht werden, da die Reichweite des Störimpulses auf einige 100 m bis wenige km beschränkt ist.
Bei  Lenkflugkörpern als Träger ist es notwendig, den elektrischen Impuls im Flugkörper zu erzeugen. Dazu wird zum Beispiel ein Flusskompressionsgenerator eingesetzt, welcher durch die Kompression eines Magnetfeldes mittels Detonation von Sprengstoff auf engem Raum einmalig einen Impuls abgeben kann. Die Energie stammt aus der Detonation. Durch ein Koppelnetzwerk bzw. Pulsformungsnetzwerk wird die elektrische Energie des Flusskompressionsgenerators für den Vircator so angepasst, dass damit für die Dauer einiger 100 ns bis wenigen µs ein Mikrowellenimpuls (EMP) an die Umgebung abgegeben werden kann. Durch die Detonation des Flusskompressionsgenerators kommt es in Folge nach Abgabe des Störimpulses zur Zerstörung des Lenkflugkörpers und des Vircators.